# 이솔라역
이솔라역 (Isola)은 밀라노 지하철 5호선의 역이다.

## 역사
이솔라 역의 건설 공사는 밀라노 지하철 5호선의 1공구에 포함되어 2007년 9월 시공했고, 가리발디 FS 역 연장 구간 중 하나로 2014년 3월 1일에 문을 열었다.

## 역 구조
이솔라 역은 5호선의 다른 역들처럼 2면 2선 구조로 된 지하 역으로, 휠체어 접근이 가능하다. 밀라노 지하철 시내구간에 포함되어 있기도 하다. 볼투르노 로에서 세베니코 로와 만나는 모퉁이에 위치해 있으며, 볼투르노 로에만 출입구가 나 있다.

## 환승
역 부근에는 다음과 같은 교통시설이 있다.
- 트램 정거장 (Piazzale Lagosta, 7번과 33번)
- 버스 정류장

## 역 시설
- 장애인 접근시설
- 엘리베이터
- 에스컬레이터
- 매표기
- 역 감시카메라